# São Martinho do Vale
São Martinho do Vale is een plaats (freguesia) in de Portugese gemeente Vila Nova de Famalicão en telt 1943 inwoners (2001).

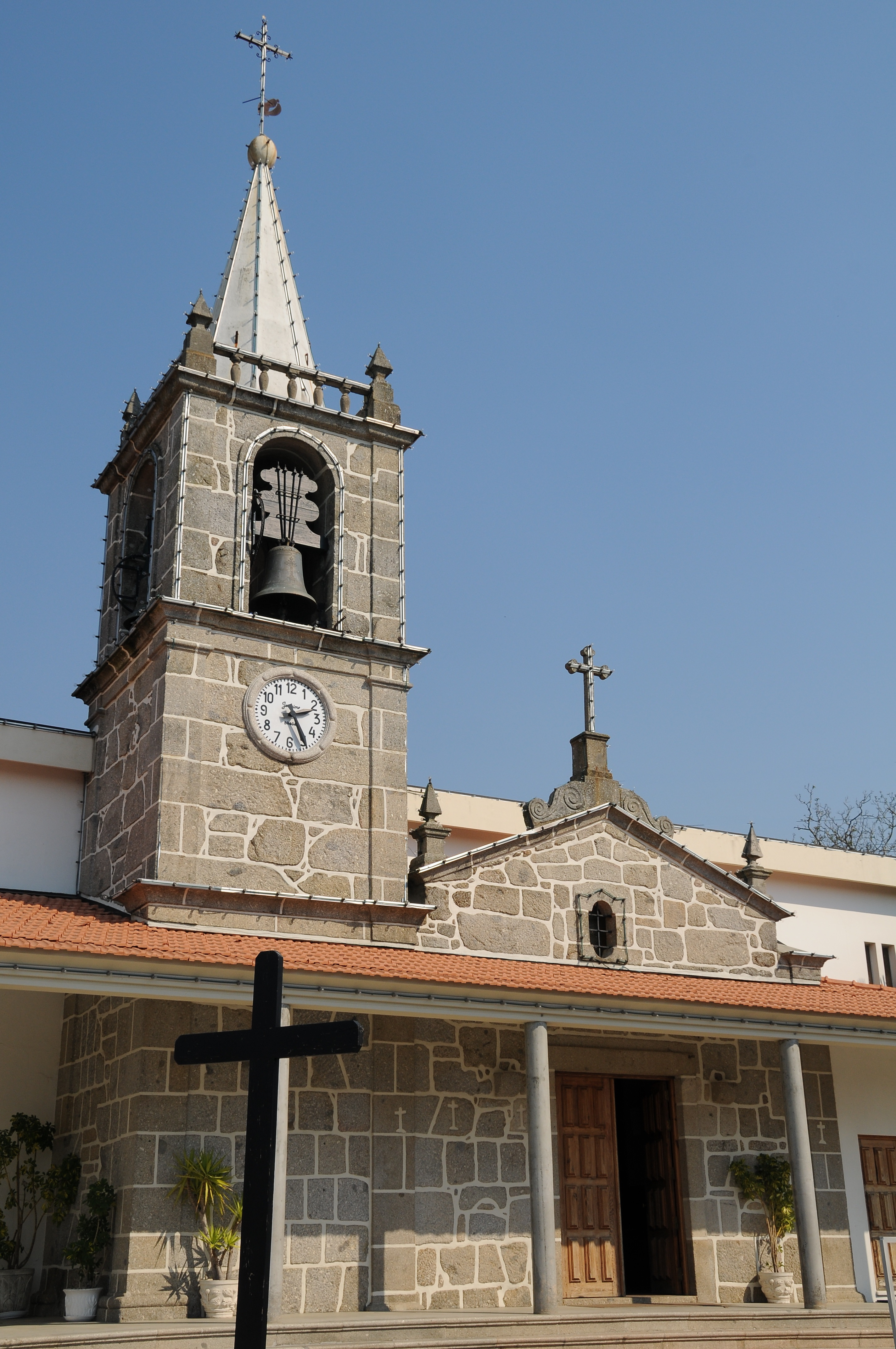
Kerk van São Martinho do Vale